# Волосунино
Волосунино — деревня в Шатурском муниципальном районе Московской области. Входит в состав Дмитровского сельского поселения. Население — 47 чел. (2013).

## Расположение
Деревня Волосунино расположена в южной части Шатурского района, расстояние до МКАД порядка 160 км. Высота над уровнем моря 141 м.

## Название
В письменных источниках деревня упоминается как Волосунинская, позднее Волосунино.

## История
Впервые упоминается в писцовой Владимирской книге В. Кропоткина 1637—1648 гг. как деревня Волосунинская. Деревня входила в Бабинскую кромину волости Муромское сельцо Владимирского уезда Замосковного края Московского царства. Деревня принадлежала князю Алексею Степановичу Елецкому.
Последней владелицей деревни перед отменой крепостного права была тайная советница Елизавета Васильевна Толстая.
После отмены крепостного права деревня вошла в состав Горской волости.
После Октябрьской революции 1917 года был создан Волосунинский сельсовет в составе Дмитровской волости Егорьевского уезда Рязанской губернии. В сельсовет входила только одна деревня Волосунино.
В 1925 году Волосунинский сельсовет был упразднён, а деревня Волосунино вошла в состав Ананьинского сельсовета, но уже в 1926 году Волосунинский сельсовет был вновь восстановлен.
В ходе реформы административно-территориального деления СССР в 1929 году Волосунинский сельсовет вошёл в состав Дмитровского района Орехово-Зуевского округа Московской области. В 1930 году округа были упразднены, а Дмитровский район переименован в Коробовский.
В 1936 году Волосунинский сельсовет был упразднён, деревня Волосунино передана Ананьинскому сельсовету. В 1959 году при упразднении Ананьинского сельсовета деревня вошла в состав Михайловского сельсовета.

## Население
| 1858 | 1859 | 1868 | 1885 | 1905 | 1926 |
| ---- | ---- | ---- | ---- | ---- | ---- |
| 306  | ↘305 | ↗348 | ↗448 | ↗524 | ↘499 |
| 1970 | 1993 | 2002 | 2006 | 2010 | 2011 |
| ↘170 | ↘57  | ↗71  | ↘47  | ↗60  | ↘53  |
| 2013 |      |      |      |      |      |
| ↘47  |      |      |      |      |      |

## Галерея

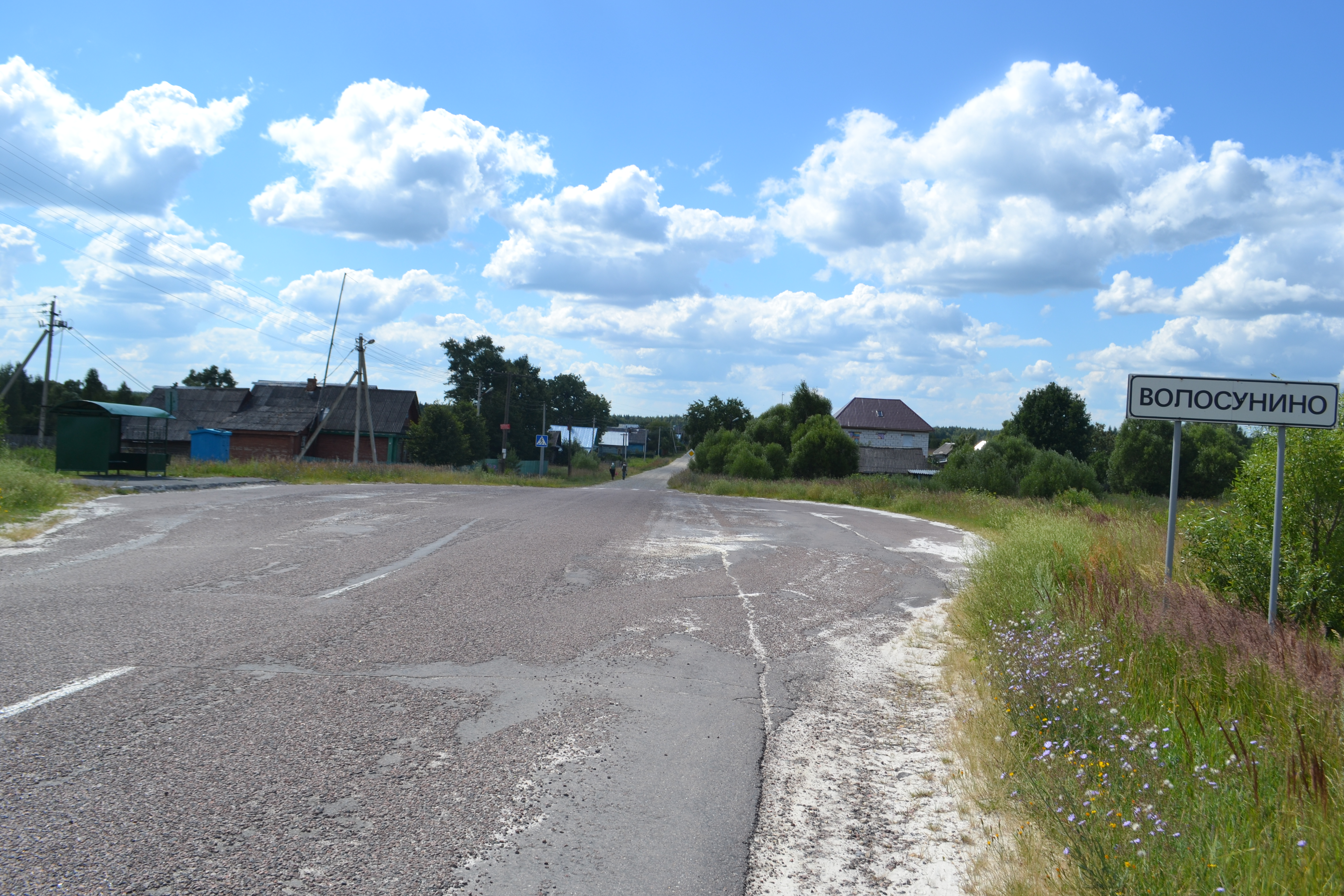
Въезд в деревню
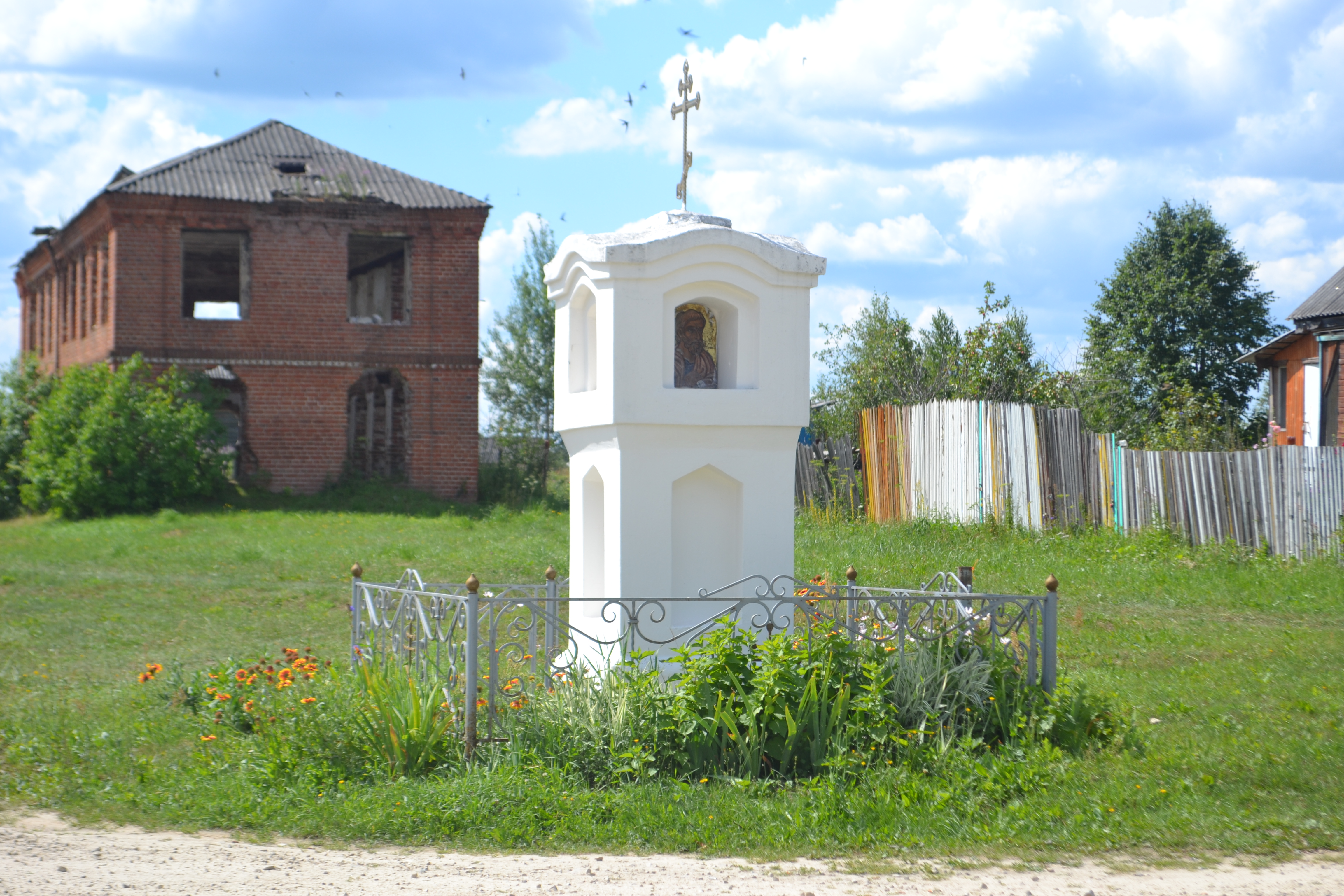
Волосунино
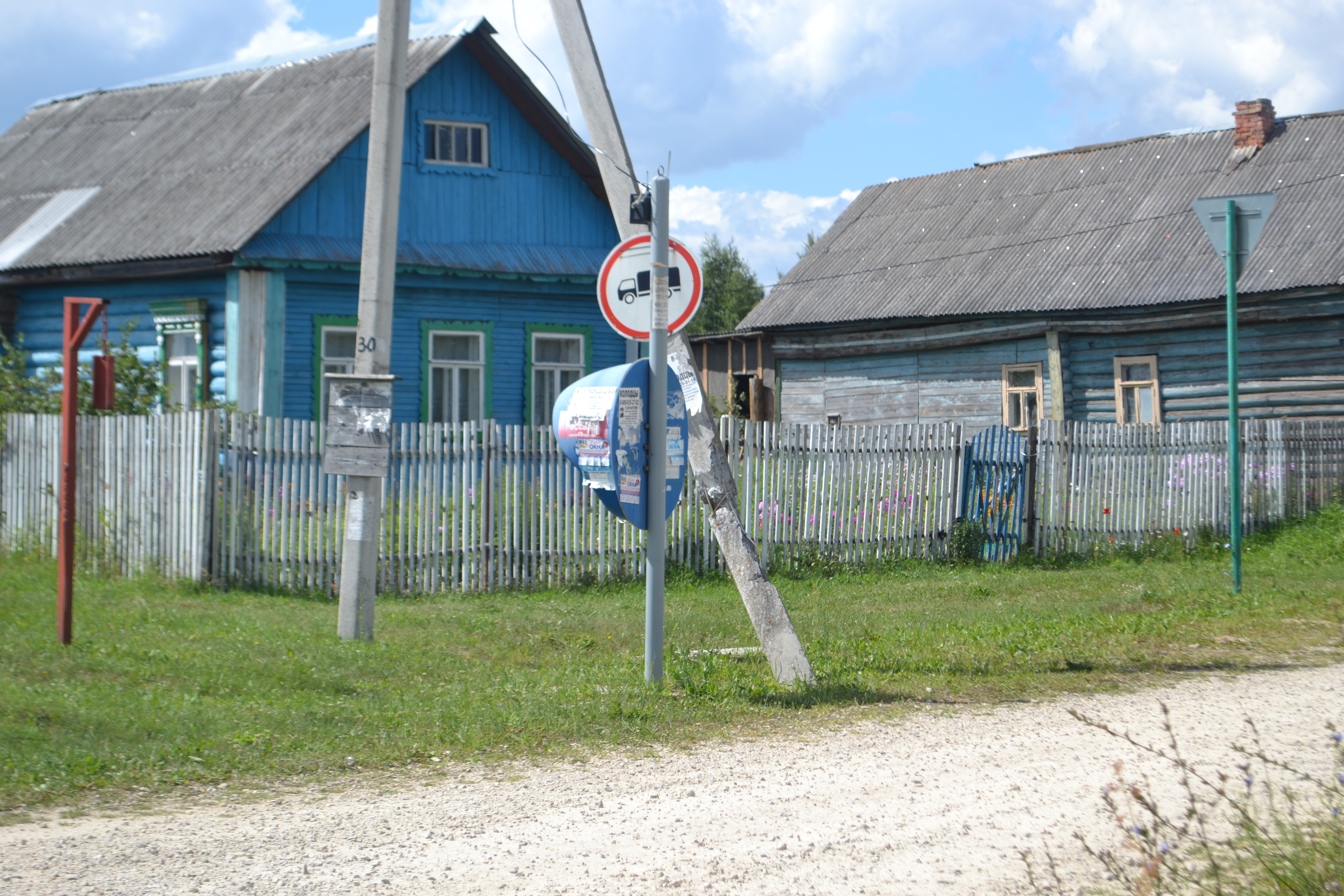
Таксофон в деревне
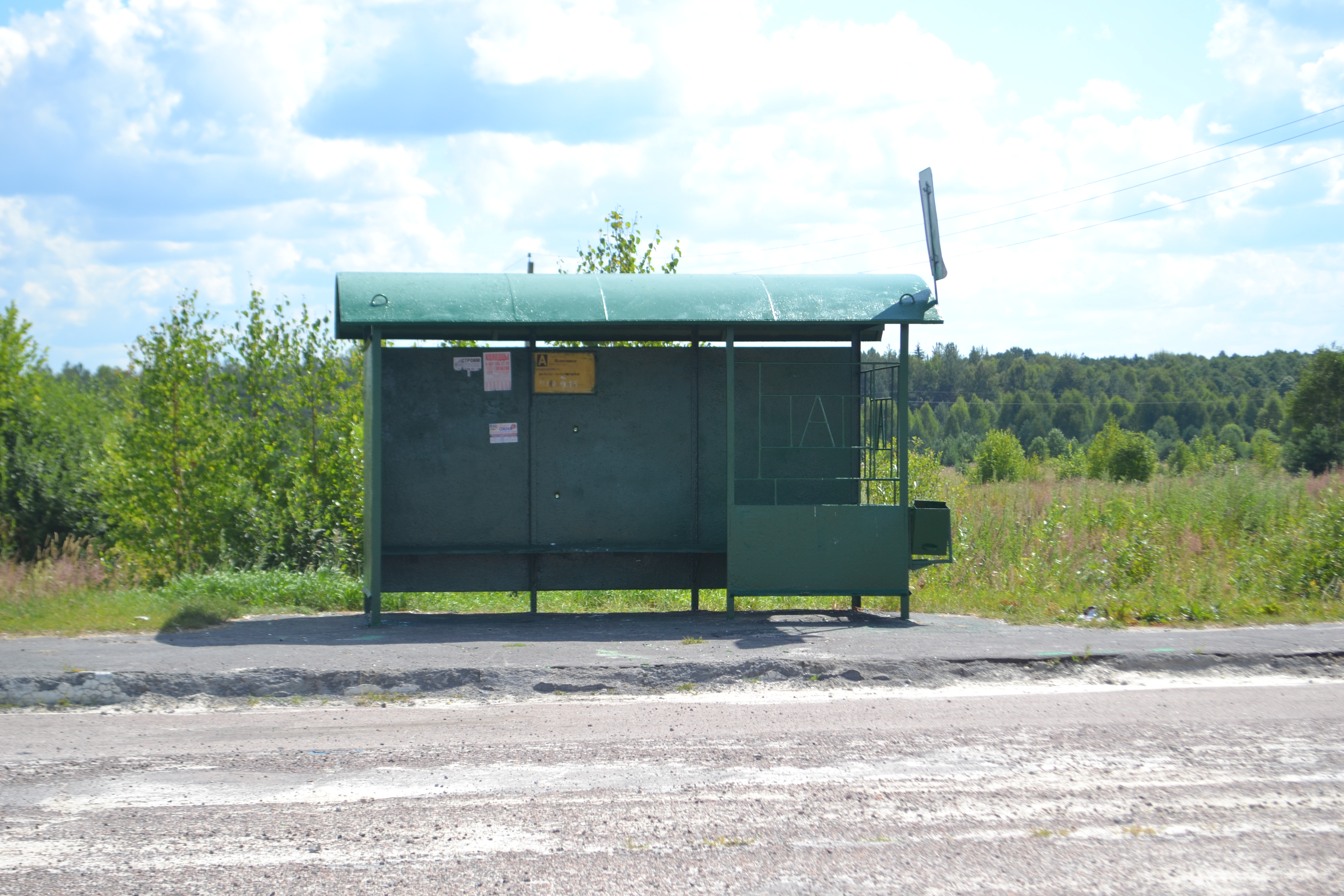
Остановка в деревне
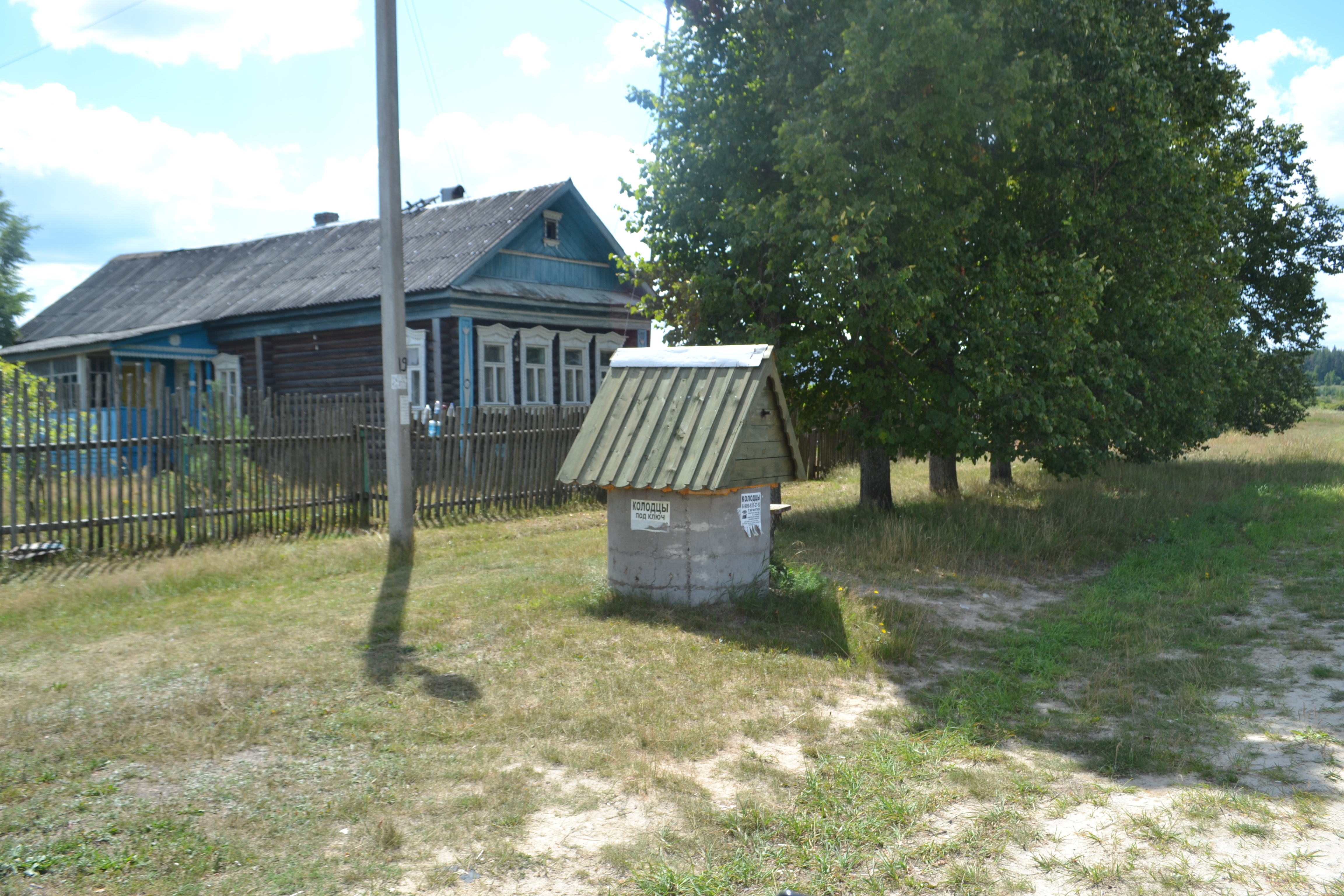
Общественный колодец